# Спинтроника
Спинтроника (спиновая электроника) — область науки и техники, занимающаяся созданием, исследованием и применением электронных приборов (электроника), в которых спин электрона наравне с его зарядом используется для получения, обработки и передачи информации.

## Ферромагнитные гетероструктуры
К типичным системам, в которых возможны эффекты спинтроники, относятся, в частности, гетероструктуры ферромагнетик-парамагнетик или ферромагнетик-сверхпроводник.
В таких гетероструктурах источником спин-поляризованных электронов (спин-инжектором) является проводящий ферромагнетик (проводник или полупроводник), обладающий в намагниченном состоянии спонтанной, спиновой упорядоченностью носителей заряда; в ферромагнитных полупроводниках достигаются уровни спиновой поляризации значительно более высокие (до 100 %), чем в металлах (до 10 %). Во внешнем магнитном поле возможно зеемановское расщепление зоны проводимости в полупроводнике с формированием двух зеемановских энергетических подуровней. При инжекции спин-поляризованных электронов в такой полупроводник возможны управляемые переходы как на верхний, так и на нижний уровень, что даёт, в, частности, возможность создания инверсии населённости и, соответственно, генерации когерентного электромагнитного излучения с управлением частоты магнитным полем.
Другие эффекты возникают в джозефсоновских переходах с изолирующим ферромагнетиком: в этом случае возможно управление туннелированием с помощью внешнего магнитного поля.
Также возможно использование структур на основе силицена

## Применение
- Твердотельный аккумулятор без химических реакций, который переводит электрическую энергию в постоянное магнитное поле и обратно (то есть как бы намагничивает током постоянный магнит, а размагничивая его обратно, даёт ток — что раньше считалось невозможным на макроуровне без движущихся частей даже теоретически; однако никакого противоречия с теорией здесь нет, так как движущимися частями тока в аккумуляторе являются элементарные носители спин-поляризованного тока).[3]
- Электронные компоненты:
  -  Компьютерная память типа STT-MRAM (Spin Torque Transfer MRAM), трековая память.
  - Спиновые транзисторы, представляющие собой слоистую структуру «ферромагнетик {\displaystyle ({\text{Co}}_{84}{\text{Fe}}_{16})} — кремний — ферромагнетик {\displaystyle ({\text{Ni}}_{80}{\text{Fe}}_{20})} — кремний с примесями». После прохождения первого ферромагнитного слоя электрический ток приобретает спин-поляризацию, которая частично сохраняется при движении через слой кремния (лучшее значение по состоянию на 2007 год — сохранение спиновой поляризации у 37 % электронов при температуре −73 °C и толщине слоя кремния до 350 мкм[4]), что позволяет управлять значением спинового тока на выходе путём изменения ориентации магнитных полей двух слоёв ферромагнетика (см. Гигантское магнитное сопротивление) [5].
  - Логические схемы, потенциально обладающие, по сравнению с современными КМОП-схемами, более высоким быстродействием (время задержки сигнала менее 1 нс), более низким тепловыделением (тепловыделение вентиля 10−17 Дж) и не подверженные воздействию ионизирующих излучений.[6]